# أكاذيب مغلفة بأكاذيب
أكاذيب مغلفة بأكاذيب (بالكورية: 거짓말의 거짓말)؛ هو مسلسل تلفزيوني كوري جنوبي، تم بثه على قناة شاينل أ يوم الجمعة والسبت في الساعة 10:50 مساء بتوقيت كوريا الجنوبية.

## القصة
تتحدث دراما “أكاذيب الأكاذيب” عن “جي أون سو” وهي ابنة في القانون لعائلة تشيبول قوية. أصبحت فجأة قاتلة قتلت زوجها. بعد خروجها من السجن، تسعى لإستعادة إبنتها. لذلك تتقرب من “كانغ جي مين”، الذي قام بتبني ابنتها. وهو صحفي بارد كالثلج. تتظاهر “جي أون” بأنها تحب “جي مين” وتريد أن تتزوجه لكي تصبح أم في القانون لإبنتها.

## طاقم

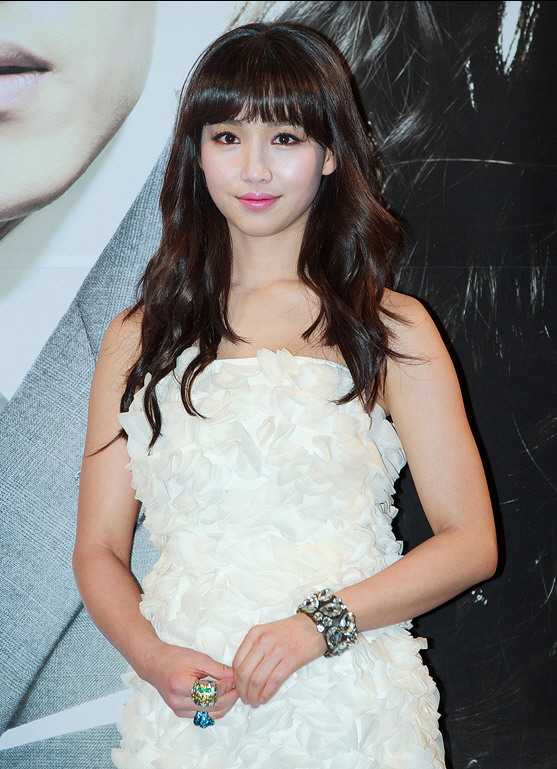
الممثلة لي يو ري (Lee Yoo-ri) التي تلعب دور Ji Eun Soo

- لي يوري: في دور جي إيون سو زوجة ابن شركة دو كوسميتك السابقة.[6]
- يون جونج هون: في دور كانغ جي مين يعمل مراسل بمحطة Channel A قسم الاعلام[6]
- لي ايل هوا: في دور كيم هو ران الرئيسية التنفيذية لشركة دو[6]
- ليم جو يون: في دور سي مي زوجة كانغ جي مين[7]
- كوون هوا وون: في دور كيم إيون جون لاعب غولف محترف[8]
- لي وون جونغ: في دور يون سانغ كيو السكرتير السابق لشركة شركة دو كوسميتك[9]
- جو نا هي بدور كانغ وو جو: ابنة كانغ جي مين واون سي مي بالتبني، واكتشف جي-مين أنها الطفل البيولوجي لـ جو ايون سو[10]
- ايم يي جين بدور هوانغ هيو سو، والدة جي مين.[5]

- جونغ سي اه في دور كانغ جي يونغ، الأخت الصغرى لـ جي-مين[11]

### أخرون[5]
- ايم هان-بن في دور جيون جين غوك، ابن مي جين
- ايم سيونغ داي في دور جيون بونغ غو، زوج مي جين
- مون سو بن بدور تشاي ريونغ
- كيم تاي يون في دور يونغ هاي

### ظهور خاص[5]
- نام ميونغ ريول في دور جي دونغ ري، والد إيون سو
- سونغ جاي هي في دور جي بونغ، الزوج السابق المسيء لـ إيون سو والأب البيولوجي لوو-جو
- أوه جين يونغ
- لي تشاي وون

## الاستقبال
حققت الدراما مسجلة 4.396% نسبة مشاهدة في كوريا الجنوبية، يعد أعلى رقم سجلته قناة شانل أ ‏ في تاريخها.ارتفعت الحلقة الثامنة إلى رقم 5.148%.
اعتبارًا من 10 أكتوبر، ارتفعت نسبة المشاهدة في الحلقة 12 من المسلسل، حيث سجلت متوسط تقييمات بلغ 5.847% على مستوى البلاد و 6.336% في العاصمة سيئول، حطمت الرقم القياسي الخاص بها لأعلى معدلات مشاهدة تحققها أي دراما في تاريخ القناة. أنتهت الحلقة الاخيرة بنسبة 8.649% وهو أعلى رقم سجلته خلال فترة بثها.
فازت دراما «الأكاذيب» بالجائزة الذهبية في فئة «أفضل حملة مطبوعة» في أكبر حفل توزيع جوائز في اسياء، "PROMAX ASIA 2020".

## المشاهدات
| الموسم | الموسم | رقم الحلقة | رقم الحلقة | رقم الحلقة | رقم الحلقة | رقم الحلقة | رقم الحلقة | رقم الحلقة | رقم الحلقة | رقم الحلقة | رقم الحلقة | رقم الحلقة | رقم الحلقة | رقم الحلقة | رقم الحلقة | رقم الحلقة | رقم الحلقة | المتوسط |
| الموسم | الموسم | 1          | 2          | 3          | 4          | 5          | 6          | 7          | 8          | 9          | 10         | 11         | 12         | 13         | 14         | 15         | 16         | المتوسط |
| ------ | ------ | ---------- | ---------- | ---------- | ---------- | ---------- | ---------- | ---------- | ---------- | ---------- | ---------- | ---------- | ---------- | ---------- | ---------- | ---------- | ---------- | ------- |
|        | 1      | غ/م        | غ/م        | غ/م        | غ/م        | 0.582      | 0.839      | غ/م        | 0.938      | غ/م        | 0.897      | 1.120      | 1.182      | 1.055      | 1.178      | 1.294      | 1.784      | N/A     |

| الحلقة | تاريخ البث     | تقييمات (نيلسن كوريا ) | تقييمات (نيلسن كوريا ) |
| الحلقة | تاريخ البث     | على الصعيد الوطني      | سيئول                  |
| ------ | -------------- | ---------------------- | ---------------------- |
| 1      | 4 سبتمبر 2020  | 1.169٪                 | غير متاح               |
| 2      | 5 سبتمبر 2020  | 2.608٪                 | غير متاح               |
| 3      | 11 سبتمبر 2020 | 2.577٪                 | 3.089٪                 |
| 4      | 12 سبتمبر 2020 | 4.276٪                 | 4.281٪                 |
| 5      | 18 سبتمبر 2020 | 2.895٪                 | 3.016٪                 |
| 6      | 19 سبتمبر 2020 | 4.210٪                 | 4.396٪                 |
| 7      | 25 سبتمبر 2020 | 2.710٪                 | غير متاح               |
| 8      | 26 سبتمبر 2020 | 4.542٪                 | 5.148٪                 |
| 9      | 2 أكتوبر 2020  | 3.332٪                 | 4.189٪                 |
| 10     | 3 أكتوبر 2020  | 4.165٪                 | 4.265٪                 |
| 11     | 9 أكتوبر 2020  | 5.160٪                 | 5.360٪                 |
| 12     | 10 أكتوبر 2020 | 5.847٪                 | 6.336٪                 |
| 13     | 16 أكتوبر 2020 | 5.604٪                 | 5.676٪                 |
| 14     | 17 أكتوبر 2020 | 5.828٪                 | 6.463٪                 |
| 15     | 23 أكتوبر 2020 | 6.393٪                 | 6.437٪                 |
| 16     | 24 أكتوبر 2020 | 8.203٪                 | 8.649٪                 |
| معدل   | معدل           | 4.345٪                 | -                      |

## الإنتاج
من تخطيط واشراف تنفيذي شبكة شانل أه وانتاجه بالاستعانة بشركة رايمونغ راين المحدودة.

## روابط خارجية
- الموقع الرسمي
- أكاذيب مغلفة بأكاذيب على موقع IMDb (الإنجليزية)
- أكاذيب مغلفة بأكاذيب على موقع كينوبويسك (الروسية)
- أكاذيب مغلفة بأكاذيب على موقع قاعدة بيانات الفيلم (الإنجليزية)
- أكاذيب مغلفة بأكاذيب على هانسينما